# Подпланина
Подпланина (словен. Podplanina) — поселення в общині Лошкий Поток, регіон Південно-Східна Словенія, Словенія. Висота над рівнем моря: 612,4 м.